# Liste der Bodendenkmäler in Rietberg
Die Liste der Bodendenkmäler in Rietberg enthält die denkmalgeschützten unterirdischen baulichen Anlagen, Reste oberirdischer baulicher Anlagen, Zeugnisse tierischen und pflanzlichen Lebens und paläontologischen Reste auf dem Gebiet der Stadt Rietberg im Kreis Gütersloh in Nordrhein-Westfalen (Stand: August 2020). Diese Bodendenkmäler sind in Teil B der Denkmalliste der Stadt Rietberg eingetragen; Grundlage für die Aufnahme ist das Denkmalschutzgesetz Nordrhein-Westfalen (DSchG NRW).
| Bild | Bezeichnung                                                 | Lage                            | Beschreibung | Bauzeit | Eingetragen seit | Denkmal- nummer |
| ---- | ----------------------------------------------------------- | ------------------------------- | ------------ | ------- | ---------------- | --------------- |
| BW   | Untertägige Gebäudespuren der ehemaligen Stadtburg Rietberg | Rietberg Klosterstraße 15 Karte |              |         |                  |                 |
| BW   | Wallanlage Schloßstraße                                     | Rietberg Schloßstraße Karte     |              |         |                  |                 |
| BW   | Kirchhof, Kirchplatz der Kirche St. Margareta               | Neuenkirchen Ringstraße 2 Karte |              |         |                  |                 |